# Стадсканал
Стадсканал (нидерл. Stadskanaalо файле) — город и община на севере Нидерландов, в провинции Гронинген. Население общины Стадсканал на 1 января 2007 года составляло 34 177 человек.
В общину входят населённые пункты: Алтевер, Барлаге, Блекслаге, Брамберг, Сересдорп, Хохте, Холте, Хорстен, Копстюккен, Мюссел, Мюсселканал, Онстведде, Омсберг, Смерлинг, Стадсканал, Стеренборг, Танге, Тер-Марс, Тер-Вуппинг, Венхёйзен, Вледдерхёйзен, Вледдервен, Воссеберг и Вессингхёйзен.

Карта общины Стадсканал

Положение общины Стадсканал на карте провинции Гронинген и Нидерландов

Стадсканал расположен на востоке провинции Гронинген. Район известен добычей торфа.